# Chesneya grubovii
Chesneya grubovii är en ärtväxtart som beskrevs av Gennady Pavlovich Yakovlev. Chesneya grubovii ingår i släktet Chesneya och familjen ärtväxter. Inga underarter finns listade i Catalogue of Life.